# Oni Press
Pour les articles homonymes, voir oni (homonymie).
Oni Press est un éditeur indépendant américain de comics. Fondée en 1997 par Bob Schreck et Joe Nozemack à Portland (Oregon) cette société s’est diversifiée et publie également des romans graphiques, artbooks...

## Histoire

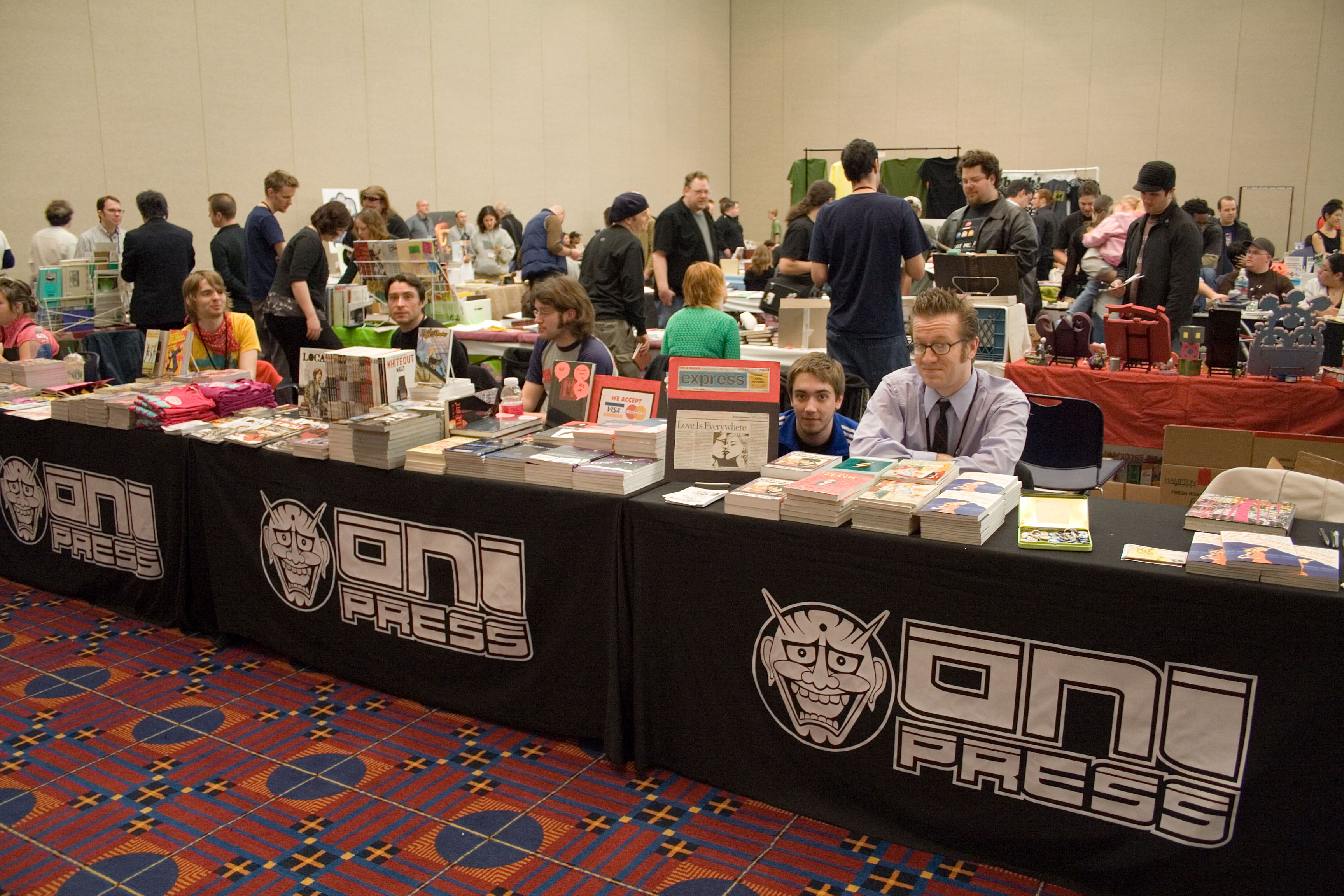
le stand Oni Press au Stumptown Comics Festival, 2006

## Auteurs
- Antony Johnston
- Andi Watson
- Ande Parks
- Ben Templesmith
- Brett Weldele
- Brian Wood
- Brian Michael Bendis
- Brian Hurtt
- Bryan Lee O'Malley
- Cameron Stewart
- Chynna Clugston
- Christine Norrie
- Christina Weir
- Corey Lewis
- Colleen Coover
- Cullen Bunn
- Dan Brereton
- Duncan Fegredo
- Eduardo Barreto
- Frank Miller
- Gail Simone
- Greg Rucka
- Guy Davis
- J. Torres
- Jose Garibaldi
- Judd Winick
- Jim Mahfood
- Kevin Smith
- Simon Bisley
- Matthew Loux
- Mike Allred
- Mike Hawthorne
- Mike Norton
- Neil Gaiman
- Nunzio DeFilippis
- Jen Van Meter
- J. Bone
- Lea Hernandez
- Paul Dini
- Phil Hester
- Ray Fawkes
- Root Nibot
- Ross Campbell
- Rick Spears & Chuck BB
- Rich Johnston
- Ryan Kelly (en)
- Scott Chantler
- Steve Lieber
- Ted Naifeh
- Trung Le Nguyen
- Wayne Chinsang
- Dave Crosland
- Vera Brosgol